# Антонюк, Евдокия Васильевна
Евдоки́я Васи́льевна Антоню́к — советский хозяйственный, государственный и политический деятель.

## Биография
Родилась в 1905 году. Член КПСС.
С 1928 года — на хозяйственной, общественной и политической работе. В 1928—1960 гг. — агроном, сельскохозяйственный работник в Ферганской области, второй секретарь Горского райкома КП(б) Узбекистана Ферганской области, главный агроном, главный инспектор, начальник отдела лубяных культур Самаркандского областного земельного отдела.
Избиралась депутатом Верховного Совета СССР 3-го и 4-го созывов.
Умерла после 1960 года.